# 리사 레이
리사 레이(Lisa Ray, 1972년 4월 4일 ~ )는 캐나다의 배우이자 텔레비전 진행자이다.

## 출연 작품
- 두바라: 씨 유어 이블 (2017)
- Patch Town (2011) - 단편
- 쿠킹 위드 스텔라 (2009)
- 디펜더 (2009)
- 토론토 스토리스 (2008)
- 아이 캔트 싱크 스트레이트 (2008)
- 올 햇 (2007)
- 월드 언씬 (2007)
- 돌의 투척 (2006)
- 아쉬람 (2005)
- 타카리 동가 (2002)
- 발리우드 헐리우드 (2002)

## 같이 보기
- 캐나다의 배우 목록
- 인도 영화 배우 목록